# Up in Flames (Coldplay)
Up in Flames is de zesde en tevens laatste single van het album Mylo Xyloto van de Britse alternatieverockband Coldplay. De single werd op 16 november 2012 uitgebracht voor de radio.
De single stond in eerste instantie niet gepland om uitgebracht te worden en was bedoeld als een albumtrack. Nadat de band Hurts Like Heaven als single uitgebracht had, waren de bandleden van mening dat er nog 'iets' ontbrak. Dit resulteerde uiteindelijk in het uitbrengen van de single Up in Flames.
Up in Flames is tevens ook het laatst opgenomen nummer voor het album Mylo Xyloto. Het nummer is een emotionele ballade waarin de melancholische stem van Coldplay-frontman Chris Martin door zichzelf wordt begeleid met pianospel. Er is een elektronische drumbeat die zich door het gehele nummer afspeelt (gespeeld door drummer Will Champion). Aan het einde van het nummer zijn ook bandleden Jonny Buckland (elektrische gitaar) en Guy Berryman (bassist) te horen. Tijdens het refrein, dat meerdere keren herhaald wordt, zijn onder de zin "We have slowly gone" strijkers te horen, gespeeld door Davide Rossi. Aan het einde van het nummer worden de strijkers vanaf deze zin doorgetrokken door de gehele daaropvolgende herhaling van het refrein, waarin Jonny Buckland en Guy Berryman ook te horen zijn.
Omdat Up in Flames geen geplande single was, heeft het nummer ook geen videoclip. De andere singles van het album Mylo Xyloto hebben dat wel. Ook heeft het nummer, in tegenstelling tot de andere singles van het album, geen officiële artwork.
De eerstvolgende single die Coldplay uitbracht na Up in Flames was het nummer Atlas. Dit nummer behoorde tot de officiële soundtrack van de film The Hunger Games: Catching Fire.